# 中山大輔 (アーティスト)
中山 大輔（なかやま だいすけ、1974年11月1日 - ）は、日本のアニメ監督、アーティスト、アニメーター、アニメーション演出家、漫画家、キャラクターデザイナーや美術デザイナー、アートディレクター、フィギュア造形師、企画コンサルティング、カメラ修理業。
変名として「UGAT」がある。
東京都三鷹市生まれ、鹿児島県育ち。

## 来歴・人物
東洋美術学校を卒業後、シルクスクリーン印刷、バイク便の運転手、アニメーションの制作進行、イラストレーターなどの職歴を経る。1995年、OH!プロダクション入社。2001年、STUDIO 4℃に入社。2002年、NHK教育テレビ『天才ビットくん』のアートディレクターに抜擢された。2007年、株式会社REALTHINGを設立し、翌年に退社。2009年に個人事務所・アイデアモンキーラボを開設した。

## 参加作品

### テレビ
- 1999年 NieA_7（作画監督）
- 2000年 へろへろくん（作画監督）
- 2000年 真・女神転生デビチル（演出、作画監督）
- 2001年 地球少女アルジュナ（作画監督）
- 2004年 魔法少女隊アルス（キャラクターデザイン、美術デザイン、演出）
- 2005年 リンカーン（キャラクターデザイン、OPアニメーション監督）
- 2009年 アニメ 冬のソナタ（キャラクター原案、OP絵コンテ）

### OVA
- 1998年 青の6号（原画）
- 2003年 アニマトリックス「ビヨンド」（原画）

### 映画
- 1995年 GHOST IN THE SHELL / 攻殻機動隊（動画）
- 1997年 もののけ姫（動画）
- 2002年 WXIII PATLABOR THE MOVIE 3（原画・作画監督）
- 2004年 マインド・ゲーム（原画）
- 2007年 ベクシル 2077日本鎖国（キャラクターデザイン）
- 2012年 ドラゴンエイジ -ブラッドメイジの聖戦-（キャラクターデザイン・絵コンテ）

### PV
- 2005年 utada - FLUXIMATION 「Let Me Give You My Love」（キャラクターデザイン、監督）
- 2005年 宇多田ヒカル「Keep Tryin'」（絵コンテ）
- 2006年 信近エリ「夢のかけら」（キャラクターデザイン、監督）
- 2007年 m-flo loves DOPING PANDA「she loves the CREAM -Amazing Nuts! Ver.-」（キャラクターデザイン、監督）
- 2008年 TRICERATOPS「MADE IN LOVE」（監修）

### その他
- 天才ビットくん（ビットランド・デザイン）※小原秀一、二村秀樹と共同
- ビットワールド - 「ビットワールド」デザイン
- リンカーン（オープニングアニメーションディレクター・キャラクターデザイン）
- 2009年 セガ「珍スポーツ」（キャラクターデザイン）

## 書籍
- ロンとゆかいなおてつだいロボット　ロボロボ（小学館、2011年3月）ISBN 978-4092897304 ※作／きむらゆういち・絵／中山大輔

## 参考資料
- デザインノート Vol.36（誠文堂新光社、2011年03月）ISBN 978-4-416-61101-2 ※インタビュー掲載